# Вуличний футбол

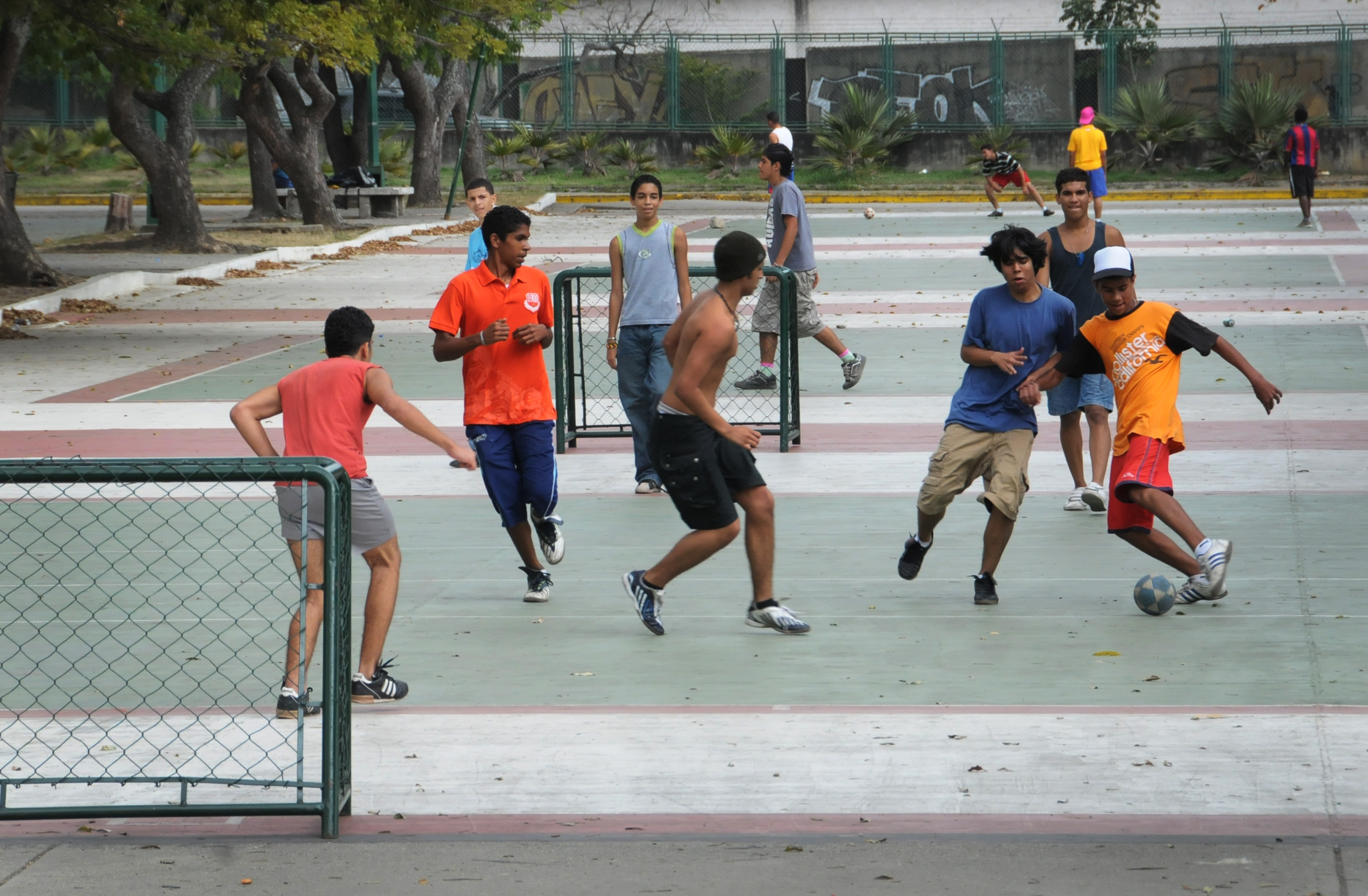
Вуличний футбол у Венесуелі

Вуличний футбол, також відомий як дворовий футбол — низка неформальних різновидів футболу, які не відповідають загальновизнаним вимогам та принципам цієї гри. Варіація гри є різноманітною і встановлюється згідно обставин та вербальних домовленостей між командами.

## Класична гра

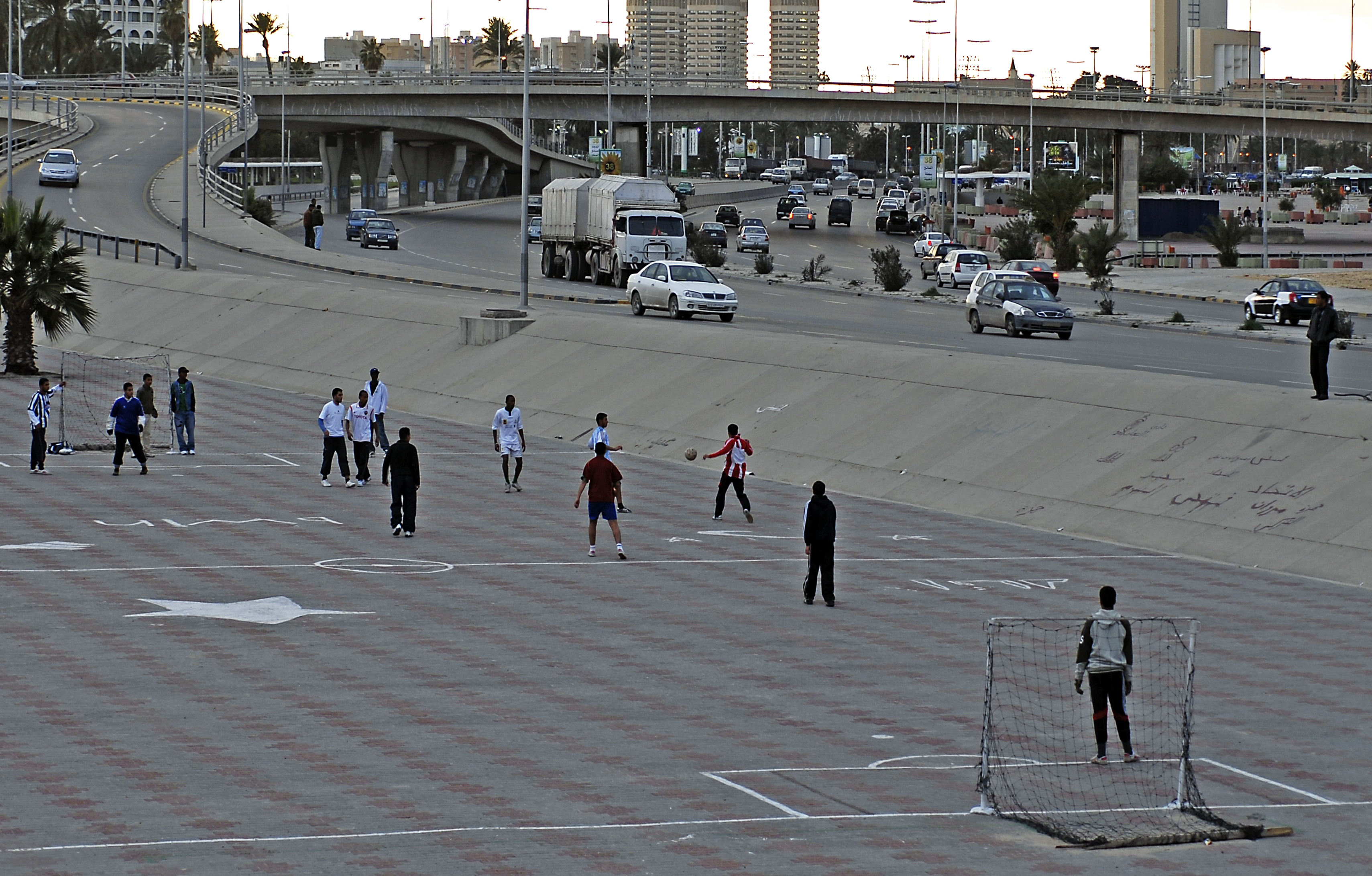
Вуличний футбол у Лівії

У вуличному футболі немає встановлених правил гри, зокрема кількості гравців, яка може бути непропорційною відносно команд-суперників, розмірів та параметрів поля чи типу його поверхні, тривалості матчів. Здебільшого на таких матчах немає арбітражу. Спірні рішення, як правило, вирішуються думкою та точкою зору більшості учасників чи вільним ударом.
Загальними вимогами вуличного футболу є наявність гравців (кількість немає значення), м'яча, ігрового майданчика (може бути як огороджений та постійний, так і просто частиною проїжджої частини), спеціальних чи імпровізованих воріт (можливо, без визначеної висоти).
За своєю ігровою специфікою дворовий футбол подібний до пляжного футболу та футзалу, однак його визначальною характеристикою є проведення матчів у відкритому просторі на різноманітній поверхні (від ґрунту до асфальту).

## Під егідою офіційних асоціацій

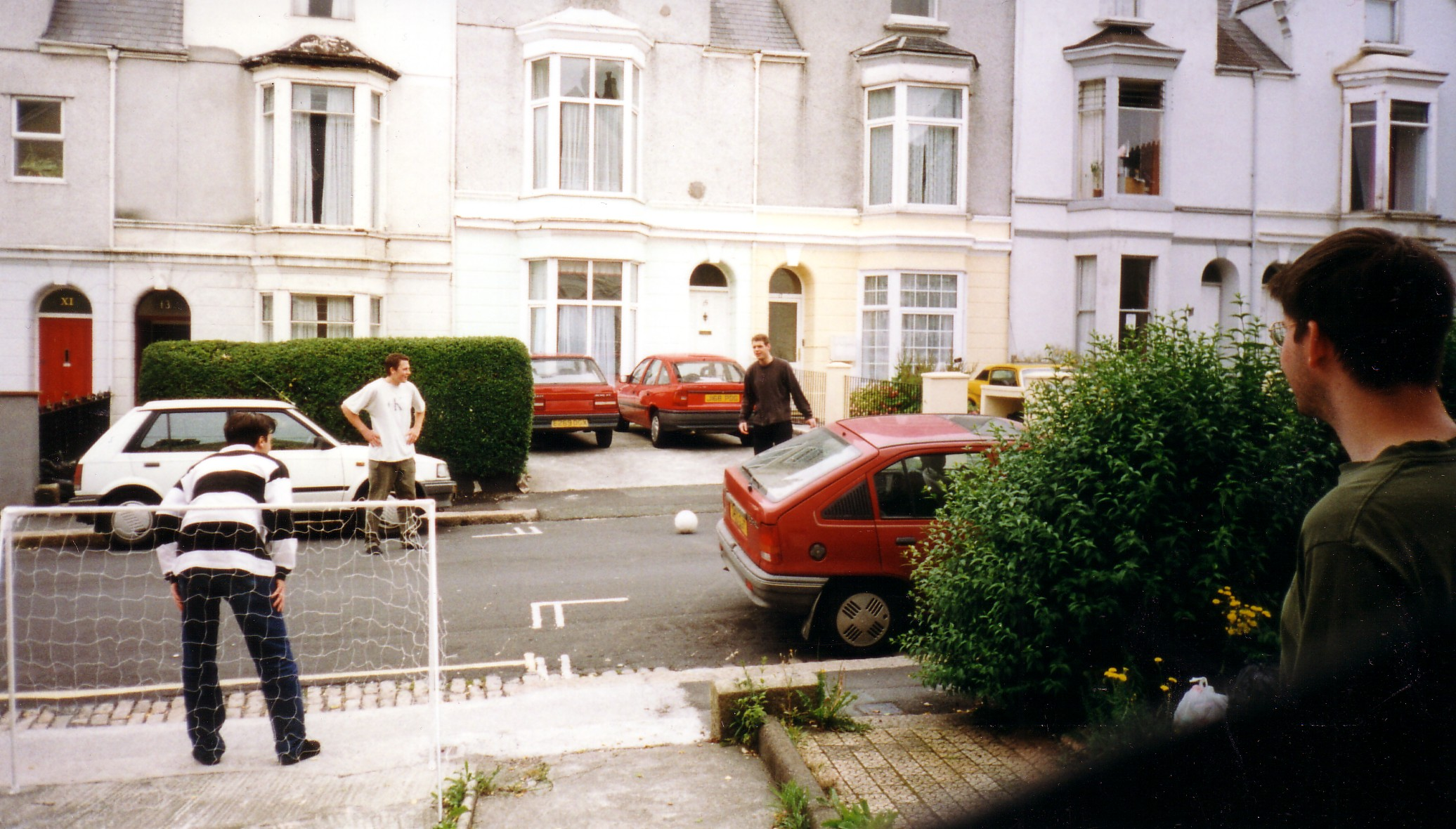
Вуличний футбол в Англії

Внаслідок втручання офіційних футбольних асоціацій та опікунства ними вуличного футболу, встановлені окремі правила гри, які виконуються переважно виключно в офіційних змаганнях під їх егідою. На міжнародному рівні дворовим футболом опікується ФІФА, яка організовує міжнародні та регіональні турніри з цього виду спорту, однак із встановленими та сталими правилами гри та регламентом. Зокрема, європейською асоціацією УЄФА організовується Чемпіонат світу з футболу серед безпритульних.
В Україні популяризацією вуличного футболу та організацією змагань займається «Ліга вуличного футболу України». Організацією футбольних турнірів з дворового футболу займається благодійна організація зірок естради Футбольний клуб «Маестро».